# Quadro de medalhas dos Jogos Pan-Americanos de 2007
O Quadro de medalhas dos Jogos Pan-Americanos de 2007 é uma lista que classifica os Comitês Olímpicos Nacionais de acordo com o número de medalhas conquistadas nos Jogos realizados no Rio de Janeiro, no Brasil. 332 finais foram disputadas em 47 modalidades.
Granada conquistou sua primeira medalha em Jogos Pan-Americanos com Sherry Fletcher, medalha de bronze nos 200 metros feminino do atletismo. Também no atletismo, Antígua e Barbuda e El Salvador conquistaram suas primeiras medalhas de ouro, respectivamente com Brendan Christian, que venceu os 200 metros masculino, e Cristina Lopez, campeã na marcha atlética feminina.

## O quadro

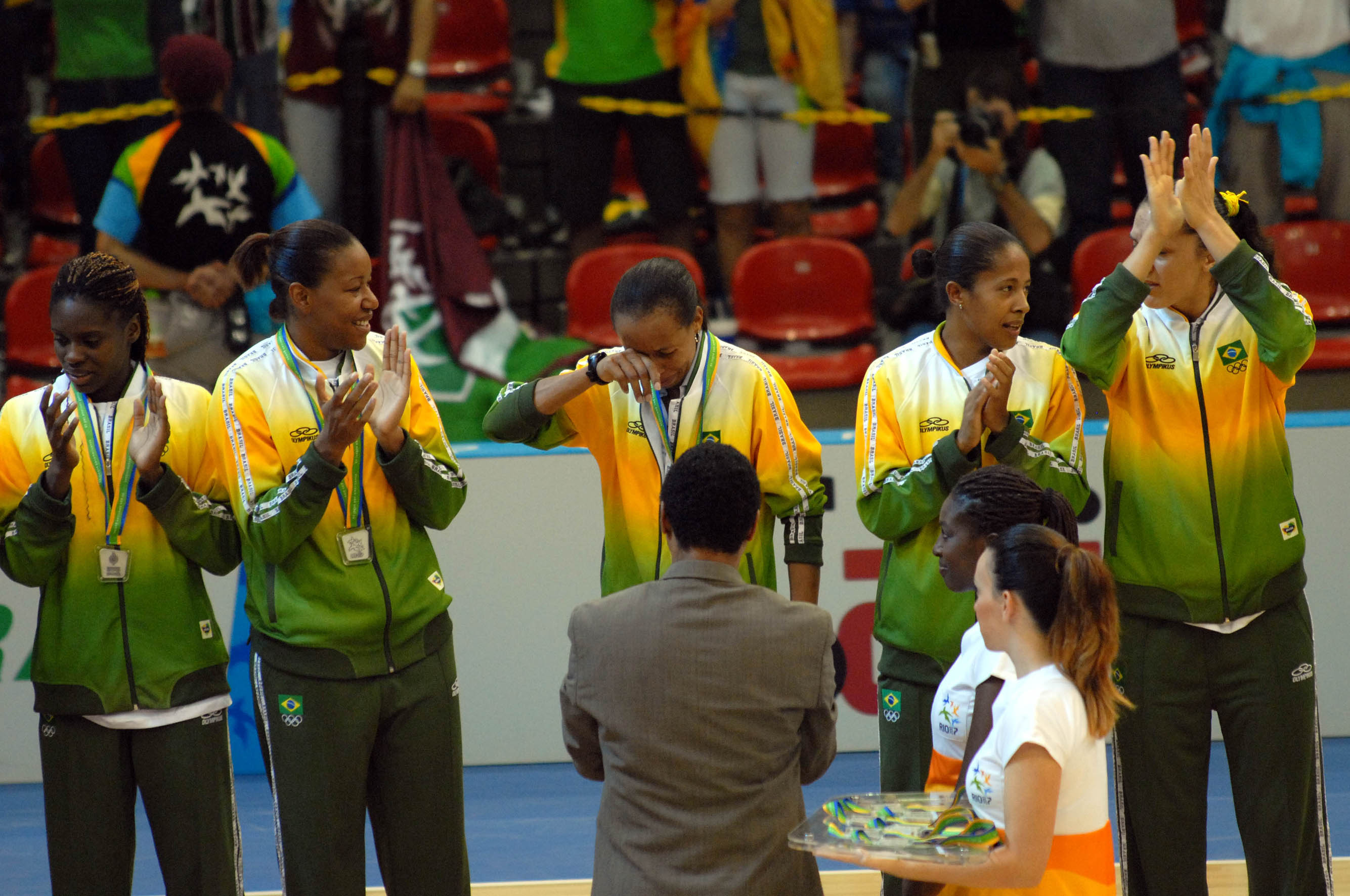
O Brasil conquistou a medalha de prata no basquete feminino.

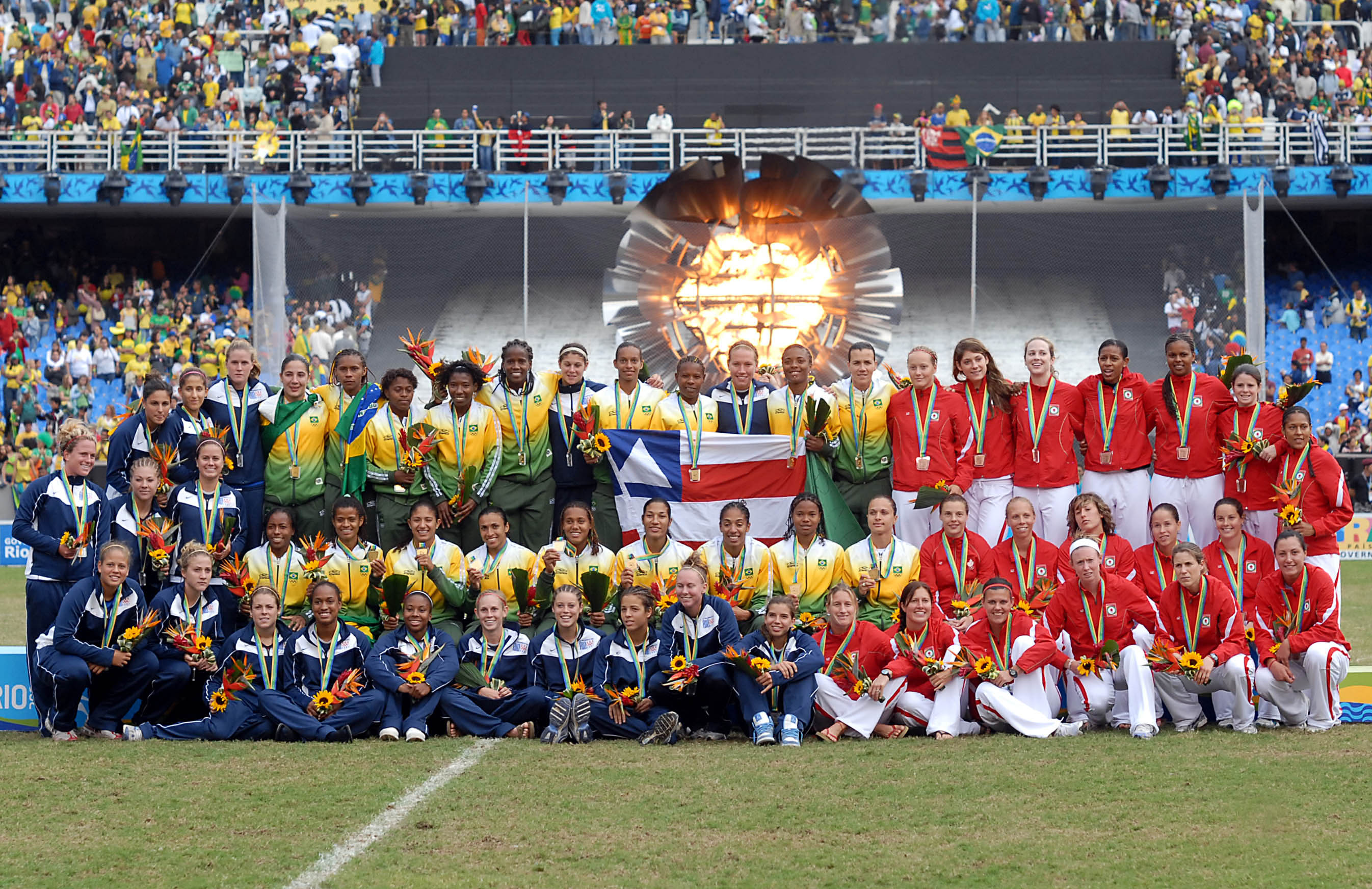
Pódio do futebol feminino. O Brasil conquistou o ouro, os Estados Unidos ficaram com a prata e o Canadá com o bronze.

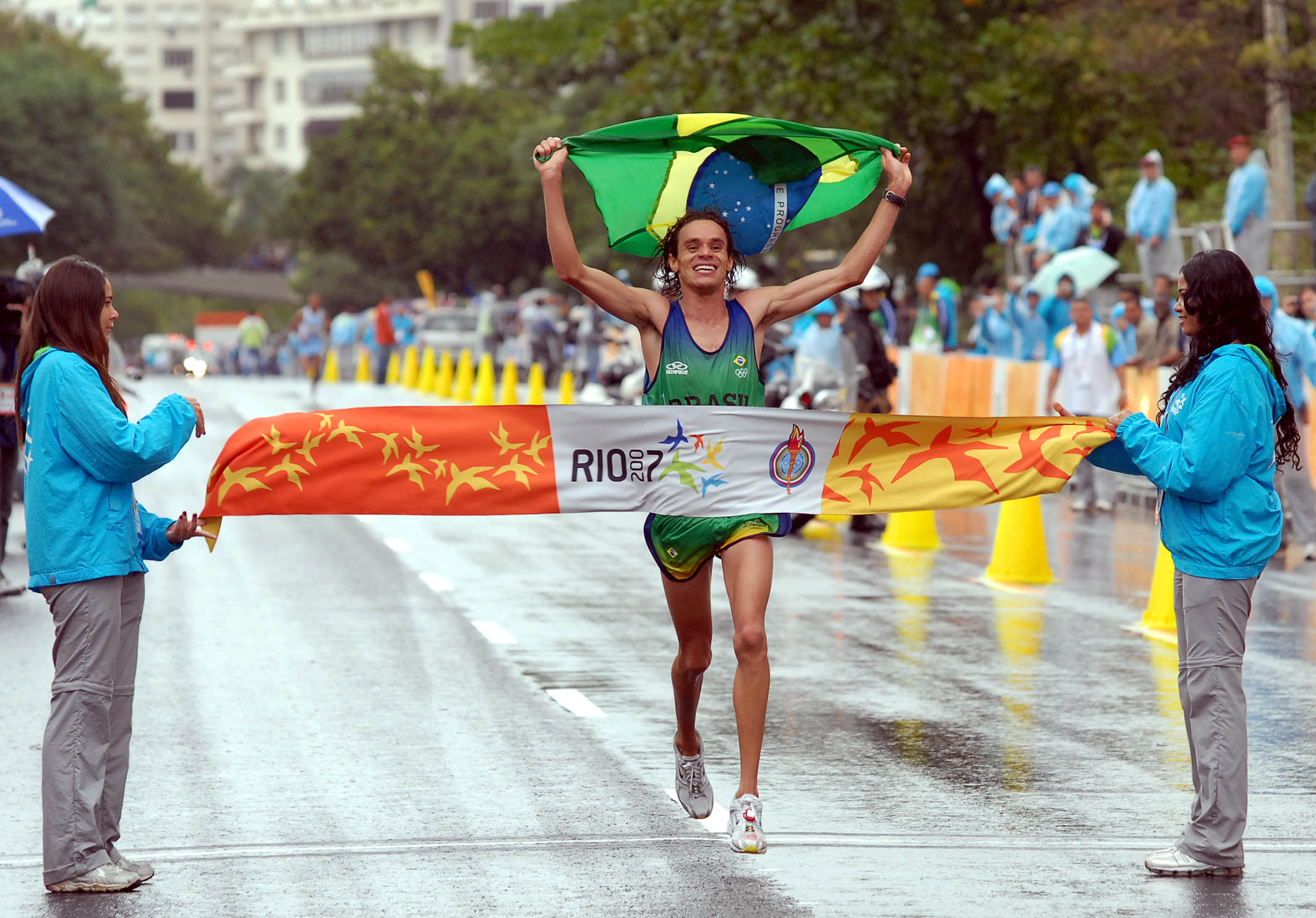
Franck Caldeira, campeão da maratona masculina.

O quadro de medalhas está classificado de acordo com o número de medalhas de ouro, estando as medalhas de prata e bronze como critérios de desempate em caso de países com o mesmo número de ouros. 32 países conquistaram medalhas.
     País sede destacado.
| Ordem | País                      | Medalha de ouro | Medalha de prata | Medalha de bronze |       |
| ----- | ------------------------- | --------------- | ---------------- | ----------------- | ----- |
| 1     | USA Estados Unidos        | 97              | 88               | 52                | 237   |
| 2     | CUB Cuba                  | 59              | 35               | 41                | 135   |
| 3     | BRA Brasil                | 52              | 40               | 65                | 157   |
| 4     | CAN Canadá                | 39              | 44               | 55                | 138   |
| 5     | MEX México                | 18              | 24               | 31                | 73    |
| 6     | COL Colômbia              | 14              | 20               | 13                | 47    |
| 7     | VEN Venezuela             | 12              | 23               | 35                | 70    |
| 8     | ARG Argentina             | 11              | 16               | 33                | 60    |
| 9     | DOM República Dominicana  | 6               | 6                | 17                | 29    |
| 10    | CHI Chile                 | 6               | 5                | 9                 | 20    |
| 11    | ECU Equador               | 5               | 4                | 10                | 19    |
| 12    | PUR Porto Rico            | 3               | 6                | 12                | 21    |
| 13    | JAM Jamaica               | 3               | 5                | 1                 | 9     |
| 14    | GUA Guatemala             | 2               | 3                | 2                 | 7     |
| 15    | BAH Bahamas               | 2               | 2                | 3                 | 7     |
| 16    | ESA El Salvador           | 1               | 3                | 6                 | 10    |
| 17    | PAN Panamá                | 1               | 1                |                   | 2     |
| 18    | ANT Antígua e Barbuda     | 1               |                  | 2                 | 3     |
| 19    | AHO Antilhas Neerlandesas | 1               |                  | 1                 | 2     |
| 20    | PER Peru                  |                 | 4                | 8                 | 12    |
| 21    | TRI Trinidad e Tobago     |                 | 1                | 3                 | 4     |
| 22    | URU Uruguai               |                 | 1                | 2                 | 3     |
| 23    | CAY Ilhas Cayman          |                 | 1                |                   | 1     |
| 24    | NCA Nicarágua             |                 |                  | 2                 | 2     |
| 25    | BAR Barbados              |                 |                  | 1                 | 1     |
| 25    | DMA Dominica              |                 |                  | 1                 | 1     |
| 25    | GRN Granada               |                 |                  | 1                 | 1     |
| 25    | GUY Guiana                |                 |                  | 1                 | 1     |
| 25    | HAI Haiti                 |                 |                  | 1                 | 1     |
| 25    | HON Honduras              |                 |                  | 1                 | 1     |
| 25    | LCA Santa Lúcia           |                 |                  | 1                 | 1     |
| 25    | PAR Paraguai              |                 |                  | 1                 | 1     |
| TOTAL | TOTAL                     | 333             | 332              | 411               | 1 076 |

## Mudanças no quadro de medalhas

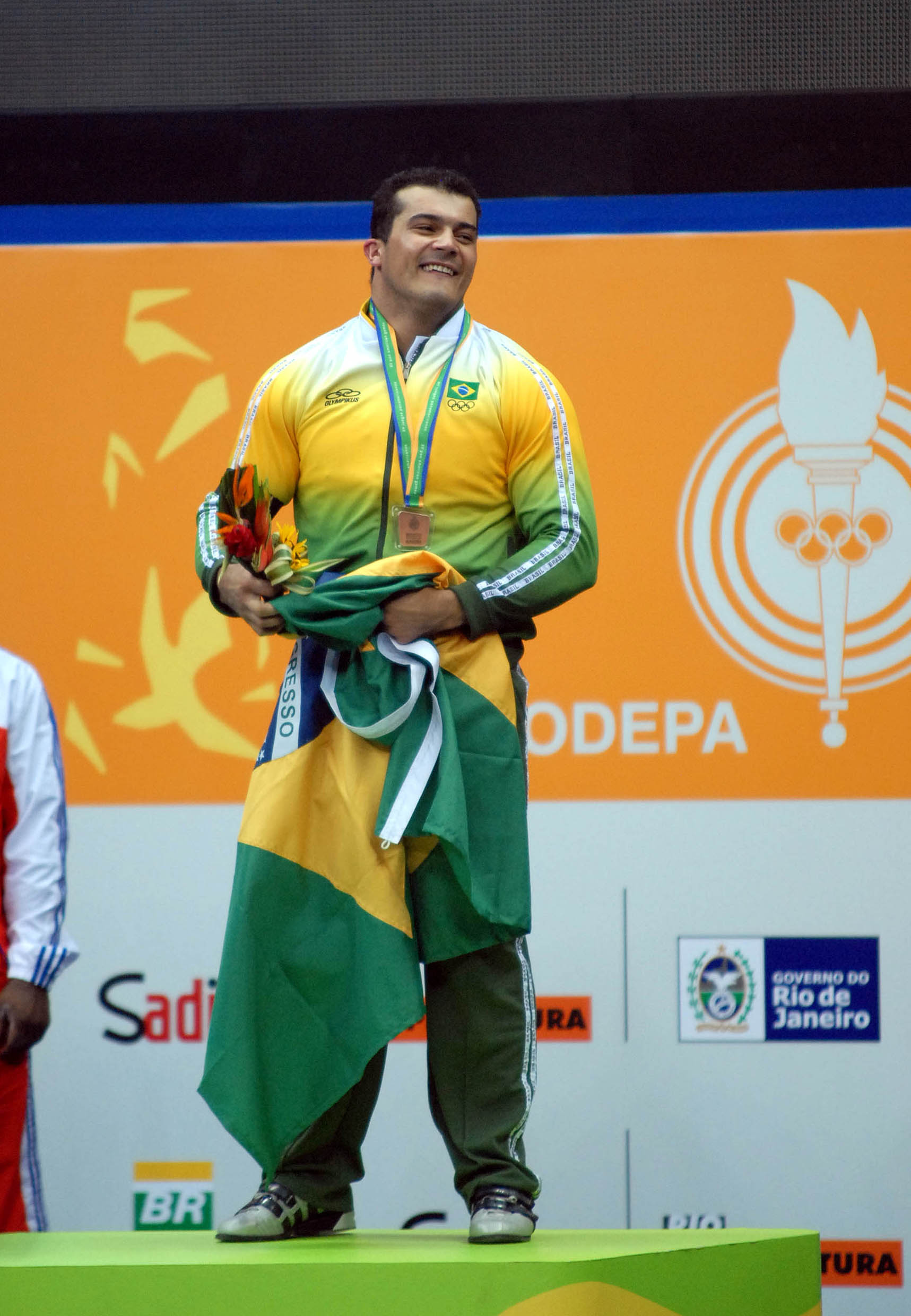
Fabrício Mafra antes de perder sua medalha.

Quatro atletas perderam suas medalhas por uso de doping:
- COL Libardo Niño Corredor perdeu sua medalha de prata conquistada na prova contra o relógio do ciclismo por uso de eritropoietina.[4]

- BRA Fabrício Mafra teve de devolver a medalha de bronze da categoria até 105kg do halterofilismo após constatação do uso de testosterona exógena (não produzida naturalmente pelo corpo).[5]

- NCA Pedro Wilder Rayo Rojas devolveu sua medalha de bronze conquistada junto com a equipe de seu país no torneio de beisebol após ter sido pego pelo uso de boldenona. A Nicarágua não perdeu a medalha por se tratar de um esporte coletivo.[5]

- BRA Rebeca Gusmão perdeu as quatro medalhas que havia conquistado, incluindo duas de ouro, também por uso de testosterona exógena.[5]